# Ropivacaïna
Anestèsic local d'estructura similar a la bupivacaïna, només que té una cadena lateral propil en lloc de la cadena lateral de butil. És un nou anestèsic local tipus amida que es va introduir als EUA el 1996, amb un llindar més baix que la bupivacaïna en relació amb efectes adversos sobre el cor i el sistema nerviós central.
Aquest fàrmac produeix menor bloqueig motor i analgèsia comparat amb la bupivacaïna, el que recolzaria el seu ús en pacients ambulatoris. Altes concentracions de ropivacaina augmenten el bloqueig motor, però no són segures per al pacient. En disminuir la concentració de ropivacaina es tindrà un marge de seguretat addicional i menys incidència de bloqueig motor.
Estudis en animals han trobat en la ropivacaina la meitat de la toxicitat, però 90% de la potència de la bupivacaïna. Consta d'un període de latència moderadament llarg i una llarga durada d'acció.
Produeix millor analgèsia sense algun grau motor, comparat amb les baixes concentracions de bupivacaïna, a les quals s'hi afegeixen Opiacis. Desafortunadament, encara no hi ha preparacions per a ús dental.